# Sultanat de Palembang
El sultanat de Palembang fou un estat que va existir fins al 1825 al sud-est de l'illa de Sumatra.

## Història
El nom de Palembang és esmentat al poema èpic Nagarakertagama, escrit el 1365 sota el regnat de Hayam Wuruk (1350-1389) de Majapahit (est de Java) en una llista d'un centenar de territoris tributaris del regne, en realitat factories comercials controlades per Majapahit. Així doncs en aquest temps la ciutat ja no s'anomenava Sri Vijaya sinó que apareix com a Palembang derivada del nom xinès Palinfong. Majapahit enviava a aquestes factories als seus dignataris per vigilar que el comerç es feia en benefici de Majapahit i no derivava cap a un comerç privat; quan això passava s'enviaven expedicions de càstig i així el 1377 Majapahit va atacar Palembang.
A la mort del rei Hayam Wuruk el 1389, el sobirà de Palembang va rebutjar el seu estatus de vassall de Majapahit. En aquest temps la Xina dels Ming havia restaurat el sistema d'intercanvis comercials format pels tributs enviats pels pobles bàrbars vassalls i els regals imperials a aquestos pobles, i la prohibició de viatjar a l'Àsia del sud-est. El sobirà de Palembang al que la tradició dona el nom de Parameswara, esperava aprofitar la necessitat dels comerciants estrangers (és a dir de l'Índia i de l'Orient Mitjà) de comerciar amb la Xina des d'un port de la regió, paper que havia jugat abans Sri Vijaya del segle viii al XIII, però els javanesos el van expulsar de Palembang; el príncep llavors es va retirar a Tumasik (la moderna Singapur) i després la península malaia, on va fundar Malacca. Els xinesos llavors van controlar el comerç (1397) i a l'inici del segle xv Palembang havia esdevingut refugi de pirates xinesos. Majapahit no va poder imposar al seu governador (adipati) a Palembang, perquè els xinesos de la ciutat van nomenar com a cap a Liang Tau Ming. L'amirall Zheng He, que de 1405 a 1433 va estar diverses vegades a les illes d'Indonèsia, va assegurar l'orde a la ciutat.

### Regne independent de Palembang
El 1455 Palembang es va fer independent, sota l'adipati Ario Damar, el representant de Majapahit, que va regnar fins al 1486. En aquest temps la població s'havia convertit a l'islam i Ario Damar es va convertir tanmateix i va agafar el nom d'Ario Abdillah o Ario Dillah (en javanès "dillah" vol dir "llum").
Ario Dillah va rebre un dot de Prabu Kertabumi Brawijaya V de Majapahit, consistent en una de les seves concubines d'ascendència xinesa, que es va convertir a l'islam i fou coneguda com a Puteri Champa. Quan va arribar a Palembang estava prenyada (del rei de Majapahit), i poc temps després va néixer a Candi Ing Laras (la residència d'Ario Dillah) un fill, de nom Raden Fatah, que fou un ulama notable a Nusantara. Puteri Champa va tenir un fill amb Ario Dillah, de nom Raden Kusen, germanastre doncs de Raden Fatah. Això va permetre a Majapahit recuperar un cert control. Abans de la mort d'Ario Dillah, el poder del regne va començar a declinar fins al 1486; molts descendents d'Ario Dillah, incloent Raden Fatah, van emigrar a Demak.
No se sap quan Majapahit va perdre tota influència a Palembang però se suposa que la decadència es va iniciar el 1478 amb la invasió del país pels regnes musulmans. En aquest temps Sunan Ampel va col·locar a Raden Fatah com a rei a Java i la capital del regne es va traslladar a Demak on Raden Fateh va fundar un regne islàmic el 1481 amb l'ajut d'altres regnes de la regió com Jepara, Tuban i Gresik. El regne de Demak va esdevenir un centre comercial. Raden Fatah va portar el títol de “Senapati Jimbun Ngabdur-Rahman Panembahan Palembang Sayidin Panata Gama. Va morir el 1518 i el va succeir el seu fill Pati-Unus o Pangeran Sabrang Lor fins al 1521 quan va morir i va pujar al tron el seu germà Pangeran Trenggono, fins al 1546. Llavors va esclatar la guerra civil entre Pangeran Seda Ing Lepen i Pangeran Perwata (fill de Pangeran Trenggono) i en aquesta guerra va morir Pangeran Seda Ing Lepen a mans de Pangeran Prawata. Llavors Pangeran Prawata i la seva família foren assassinats per Arya Penangsang o Arya Jipang, fill de Pangeran Seda Ing Lepen. En aquest temps també fou assassinat Pangeran Kalinyamat de Jepara, gendre de Raden Trenggono. La guerra va continuar i el 1549 Arya Penangsang fou assassinat per Adiwijaya o Jaka Tingkir, un altre gendre de Pangeran Trenggono, quan va esdevenir adipati del regne de Pajang. Sota Jaka Tingkir, Demak fou atacada i finalment la capital es va traslladar de Demak a Pajang, posant de fet final al regne de Demak fundat el 1481.
Quan el rei de Pajang va ocupar Demak, hi havia 24 descendents de Pangeran Trenggono i Raden Fatah que van emigrar a Palembang on governava Ki Gede Sedo Ing Lautan. El 1547 Ki Gede Sedo Ing Lautan es va proclamar rei a Palembang i va governar fins al 1552. El va succeir Ki Gede Ing Suro (1552-1573), que havia emigrat des de Demak amb el grup de Ki Gede Sedo Ing Lautan. Va conservar contacte amb Java fins al final del regne de Mataram. A Pajang, a la mort de Jaka Tingkir, va regnar Arya Pangiri sota el qual es va iniciar una època de desobediència civil i política; atacat per Pangeran Benowo (un dels fills de Jaka Tingkir) i per les forces de Mataram dirigides per Panembahan Senapati o Senapati Mataram, fill de Kyai Ageng Pemanahan o Kyai Gede Mataram. Arya Pangiri fou derrotat per Senapati de Mataram i el centre del poder es va desplaçar de Pajang a Mataram el 1587, considerat l'any de fundació del regne de Mataram, els sobirans del qual eren descendents de Raden Fatah i Raden Trenggono; això els feia parents del reis de Palembang i entre ambdós i va haver una bona relació fins al final del regnat de Raja Amangkurat I (rei de Maturam 1646-1677; aquestes bones relacions van derivar en diverses formes de cooperació. Al final de 1677 es considerava lleial a Mataram i el considerava el seu aliat contra el regne de Banten que estava sota influència holandesa. Palembang havia establert bones relacions amb la Companyia Holandesa de les Índies Orientals (Vereenigde Oostindische Compagnie) el 1610 i durant el regnat de Pangeran Sideng Kenayan (1639-1650) els holandesos van obrir una factoria que havia estat impulsada pel governador general a Jakarta Jacob Specx (1629-1632). Però el 1659 la fortalesa de Kuta Gawang, fou atacada oper les forces de la companyia i arruïnada i en endavant les relacions foren d'enfrontament. Les successives devastacions dels holandesos van acabar amb el regne; el palau de Kuta Gawang i els establiments civils a la vora dels rius Rendang i Tengkuruk (districte conegut com a Beringin Janggut) foren destruïts. L'arquitectura i art local s'ha comprovat que era una barreja de cultura malaia i javanesa, coneguda com a cultura de Palembang.

### Sultanat de Palembang Darussalam
Finalment el regne de Palembang fou destruït i de les seves runes va néixer l'estat conegut com a sultanat de Palembang Darussalam el 1659; el sobirà de Palembang va agafar el títol de sultà amb el nom de Sultan Ratu Abdurrahman Khalifatul Sayidul Iman o Sultan Jamaluddin (1659-1706) o Sunan Cinde Walang. Va governar 45 anys i va establir una forta societat musulmana política, econòmica, social i culturalment; el país va tenir un consell representatiu per l'interior del país (daerah pedalaman) conegut com a raban i jenang; les lleis eren registrades en una carta (piagam); el sultanat de Palembang Darussalam va tenir sota control les illes de Bangka, Belitung (Billiton), la meitat de Jambi (Muara Tembesi), Bengkulu (Kepahiang/Rejang) i part de Lampung (Tulang Bawang i Mesuji). Sunan Cinde Walang va fer una aliança insular de la que van formar part Jambi i Johore. Els holandesos van anar guanyant influència i van acabar establint una guarnició a Palembang. Va desenvolupar el regadiu i va cultivar el pebre negre i blanc.
Sunan Cinde Walang va morir el 1706 i el va succeir el seu fill Sultan Muhammad Mansyur Jayo Ing Lago (1706-1714) a la mort del qual es va perdre Muara Tembesi a Jambi i van esclatar conflictes polítics per decidir el successor. Pangeran Purbaya, designat successor va morir enverinat pels seus opositors i el tron va anar a mans de Sultan Agung Komaruddin Sri Teruno (1714-1724) germà de Jayo Ing Lago. Els fills de Jayo Ing Lago, Raden Lembu i Pangeran Mangkubumi Mohamad Ali, van iniciar moviments separatistes.
Sultan Agung Komaruddin Sri Teruno va pactar amb els seus nebots i va nomenar Pangeran Mangkubumi Mohamad Ali com a Sultan Anom Muhamad Alimudin i a Raden Lembu com a Pangeran Jayo Wirakmo; però aquestos càrrecs no els van satisfer perquè el segon va ser més beneficiat en casar-se amb la filla de Sultan Agung Komaruddin. Finalment va esclatar la guerra civil i Pangeran Jayo Wikramo va sortir triomfador i va agafar el títol de Mahmud Badaruddin Jayo Wikramo (1724-1758).
Sultan Mahmud Badaruddin Jayo Wikramo (Badaruddin I) fou un reformador, que va transformar l'administració, la ciència i la tecnologia conservant les tradicions i les pràctiques religioses; les reformes van desenvolupar el sultanat. Va construir la mesquita Masjid Agung, la Kuta Batu (Kuta Lama), la tomba de Lemabang (Makam Lemabang), diversos treballs a Bangka, canals a l'interior i va expandir el sistema comercial i econòmic. Sota el seu govern l'islam es va desenvolupar ràpidament i molts del més famosos ulames de Nusantara d'aquest temps venien del sultanat de Palembang.
Mort Badaruddin I el tron va passar a Sultan Ahmad Najamuddin (1758-1776) que va dedicar el seu govern a l'expansió dels ensenyaments de l'islam i de la seva literatura. A la seva mort el va succeir Sultan Muhammad Bahauddin (1776-1804) amb el qual Palembang va arribar al cim del seu poder, amb un gran creixement econòmic mercès al comerç especialment amb els holandesos; aquestos estaven descontents del monopoli del sultà sobre el comerç i del rebuig del sobirà a un tractat comercial. El sultà s'inclinava per fer el comerç amb anglesos, xinesos i malais de Riau. L'impacte de la política de Bahauddin va portar la prosperitat al sultanat i el benestar de la població va augmentar ràpidament. El 1780 va construir la fortalesa de Kuto Besak que fou la més gran i poderosa fortalesa de Nusantara; va desenvolupar també les arts i la literatura i tota la segona meitat del segle xviii Palembang Darussalam fou centre de la literatura malaia després de la decadència del sultanat d'Atjeh.
Va morir el 1804 i el va succeir el seu fill Sultan Mahmud Badaruddin II. El regnat del nou sultà fou marcat per la lluita amb els holandesos i britànics. Aprofitant el desembarcament dels anglesos a Java el 1811, durant les guerres napoleòniques, el sultà Badaruddin va declarar la guerra a França i Holanda, i va atacar la guarnició holandesa establerta a la seva capital; els anglesos el van reconèixer com Peristiwa Loji Sungai Aur però el 1812 es va enfrontar també al colonialisme britànic i com a reacció els anglesos van atacar Palembang des de la seva base a Bengkulu, van saquejar el palau reial i van destituir al sultà. Va pujar al tron (1812) el seu germà Sultan Ahmad Najamudin II o Sunan Husin Dhiauddin i encara que breument Badaruddin va recuperar el poder el 1813, fou expulsat pels britànis i restaurat Najamuddin que va haver de cedir als anglesos l'illa de Banka. En aquestos anys (1813-1818) holandesos i britànics aliats van controlar de fet el sultanat.
Sultan Mahmud Badaruddin II, retirat a Muara Rawas, va retornar al tron el 1818 però els colonialistes el van combatre i el van substituir pel seu fill Sultan Ahmad Najamuddin III conegut com a Pangeran Ratu (1819-1821). Badaruddin II va haver de lluitar en l'anomenada primera guerra de Palembang (Babak I) el 1819, i segona guerra de Palembang (Babak II) el 1821 i per aquesta lluita contra el colonialisme fou considerat un heroi nacional. El 1821 Badaruddin fou capturat pels holandesos i enviat amb la seva família i principals seguidors i consellers espirituals primer a Batavia i després desterrat a Ternate. Najamuddin II fou deposat i els holandesos van posar al tron a Sultan Ahmad Najamuddin IV conegut com a Prabu Anom (1821-1823) fill de Husin Dhiauddin (Sultan Najamuddin II) sota el qual els holandesos van tenir de fet tot el poder. El 1823, el sultà va iniciar una revolta nacional contra els holandesos, però el 1825 fou arrestat i enviat en exili a Mando o Manado el 18 d'agost de 1825. El govern neerlandès volia mantenir el sultanat i va enviar a buscar a Ternate a Badaruddin II i als seus descendents; a Badaruddin se li va oferir la corona però la va refusar expressament i va recomanar la dissolució del sultanat, que es va produir i el territori d'aquest va quedar annexionat per Holanda.

### Estructura interna del sultanat
El poder executiu i religiós corresponia al sultà responsable només davant Déu. En els afers diaris tenia l'ajut de tres personatges: 
- El Pangeran Penghulu Nataagama, ajudant responsable d'afers religiosos i jurisprudència islàmica
- El Pangeran Natadirajo, ajudant responsable d'afers polítics, lleis, economia i materies de finançament. Tenia com ajudant:
  - Pangeran Citra (hulubalang), cap de seguretat
- Syahbandar, ajudant responsable de materies comptables, comercials, afers exteriors, taxes, exportacions i lleis marítimes.

La residència reial era la fortalesa de Mancanegaro (un districte als afores de la capital Palembang). Altres governs eren:
- Sindang, territoris fronterers per defensa del sultanat on la població tenia exempció parcial d'impostos.
- Sikep, pobles o clans sota autoriritat d'un proyayi conegut com a “jenang”. La terra pagava impostos i no era hereditaria.
- Pungutan, el territori sota control directe del sultà.

La èlite principal del sultanat eren els “Fexo” o comerciants malais, regits pel criteri de la riquesa dels seus membres. Eren considerats la noblesa del país i venien darrere del sultà i els membres de la família, i dels governadors provincials. La seva posició depenia a més de la riquesa de l'habilitat i servien com a financers del sultà al que sempre van mostrar gran lleialtat.
La població és dividida en dues categories: 
- Priyayi, nobles i parents dels sultans (el sultà podia concedir aquesta posició).
- Rakyat, comunitat dividida en dos grups:
  - Miji coneguts a l'interior com Mata-gawe, que eren els grangers i cultivadors de terres, i es dedicaven a la guerra o per la fabricació de materials, naus, armes, etc. sempre al servei del sultà. Cada miji tenia sota el seu control diverses alingan o famílies
  - Senan, castes inferiors, que treballaven generalment pel sultà.

### Restabliment del sultanat
El 4 de març de 2003 el consell de la Comunitat Tradicional de Palembang, va declarar a Raden Muhammad Syafei Prabu Diraja com a Sultan of Palembang Darussalam amb el nom de Sultan Iskandar Mahmud Badaruddin III, després de 182 de tron vacant. El nou sultà era descendent de Sultan Muhammad Mansyur Jayo Ing Lago i de Sultan Mahmud Badaruddin Jayo Wikramo. El nomenament fou beneït per l'expert en genealogia de la casa de Palembang, R.M Yusuf Prabu Tenaya, que al seu torn era descendent de Sultan Ahmad Najamuddin Pangeran Ratu bin Sultan Mahmud Badaruddin II, i per R.M. Syarifuddin Prabu Anom, que era descendent de Sultan Ahmad Najamuddin Prabu Anom. La coronació es va fer a la mesquita de Lawang Kidul prop de la tomba de Sultan Mahmud Badaruddin I Jayo Wikramo conegut com a Kawah Tengkurep (1724-1758).

## Llista de reis, emperadors (susuhunan) i sultans
- Ario Abdillah (Ario Dilla abans conegut com a Ario Damar) 1455-1481 (+1486)
- regne de Demak 1481-1546
- Pangeran Sedo Ing Lautan 1546-1552
- Kiai Gede Ing Suro Tuo 1552-1573
- Kiai Gede Ing Suro Mudo (Kiai Mas Anom Adipati Ing Suro) 1573-1590
- Kiai Mas Adipati 1590-1595
- Pangeran Madi Ing Angsoko 1595-1629
- Pangeran Madi Alit 1629-1630
- Pangeran Sedo Ing Puro 1630-1639
- Pangeran Sedo Ing Kenayan 1639-1650
- Pangeran Sedo Ing Pesarean 1651-1652
- Pangeran Sedo Ing Rajek 1652-1659
- Sultan Ratu Abdurrahman Khalifatul Mukminin Sayidul Imam 1659-1706
- Sultan Muhammad Mansyur Jayo Ing Lago (segon sultà) 1706-1714
- Agun Kumaruddin Sri Tenno 1714-1724
- Sultan Mahmud Badaruddin Jayo Wikramo 1724-1758
- Sultan Ahmad Najamuddin Adi Kesumo 1758-1776
- Sultan Muhammad Bahaudin 1776-1804
- Susuhunan Mahmud Badruddin II bin Muhammad 1804 - 1812
- Sultan Ahmad Najmuddin II bin Muhammad 1812 - 1813
- Susuhunan Mahmud Badruddin II bin Muhammad 1813 (segona vegada)
- Sultan Ahmad Najmuddin II bin Muhammad 1813 - 1818 (segona vegada) (+1818)
- Susuhunan Mahmud Badruddin II bin Muhammad 1818 - 1819 (tercera vegada)
- Sultan Ahmad Najmuddin III bin Ahmad 1819 - 1821
- Sultan Ahmad Najamuddin IV atau Prabu Anom 1821-1825
- Vacant 1825-2003
- Sultan Mahmud Badruddin III 2003-

## Escut i bandera
L'escut era de gules amb una flor lineada amb negre (sable) amb set petals amb un disc al centre i dues petites carregues a la base, i del mateix al centre d'un traçat de sinople formant dues S adosades tocant-se pel cap unint-les una V, tot en un camp de vora daurada, encapçalat per corona reial local daurada i de sable, amb perles al natural; suports, dos lleons daurats en guàrdia i rampants i amb solar amb rajos; ornamentacions amb fulles d'or.
La bandera era verde amb una mitjana lluna blanca disposada hiritzontalment amb les puntes cap amunt i sobre ella una estrella blanca de cinc puntes.